# Audiosurf
Audiosurf – zręcznościowa gra logiczno-muzyczna stworzona przez studio Invisible Handlebar, firmę założoną przez Dylana Fitterera. Gracz ma na celu pokonanie torów, składających się z kilku pasów, które naśladują wizualnie muzykę wybraną przez niego. Przeskakując pomiędzy pasami musi zbierać po drodze kolorowe bloki, które pojawiają się zgodnie z rytmem muzyki i omijać szare. Gra została wydana 15 lutego 2008 roku poprzez usługę Steam; przez długi czas pełna wersja gry była dostępna do kupna tylko w usłudze Steam, lecz później została wydana w Europie przez firmę Ascaron w wersji detalicznej. Audiosurf była pierwszą grą firmy trzeciej, która używała technologii Steamworks studia Valve. Wydano również wersję na Zune HD pod nazwą Audiosurf Tilt.